# E-Entrepreneurship
Unter E-Entrepreneurship (auch: Digital Entrepreneurship) wird die Schaffung einer selbständigen und originären rechtlichen Wirtschaftseinheit (E-Venture) in der Net Economy verstanden, innerhalb der die selbständige(n) Gründerperson(en) mit einem spezifischen Online-Angebot (Produkt bzw. Dienstleistung) einen fremden Bedarf decken möchte(n). Die digitale Transformation von bestehenden Geschäftsmodellen sowie die Entwicklung komplett eigenständiger digitaler Geschäftsmodelle steht dabei im Vordergrund der E-Entrepreneurship Lehre.

## Merkmale
Es können, auch als Unterscheidungspunkte zur Gründungssituation in der Real Economy, vier zentrale Merkmale für eine Unternehmensgründung in der Net Economy identifiziert werden:
- Gründungstyp: Eine Gründung in diesem Bereich ist meist eine selbständige, originäre und innovative Unternehmensgründung innerhalb der Net Economy.
- Gründungsumfeld: Die Gründung ist geprägt durch ein enormes Wachstumspotential bei gleichzeitiger Unsicherheit über die zukünftige Entwicklung hinsichtlich des tatsächlichen Erfolgs kapitalintensiver Informationstechniken.
- Gründungsbezug: Die Gründung basiert auf einer Geschäftsidee, die durch die Nutzung innovativer Informationstechniken erst ermöglicht wird und die der besonderen Bedeutung des Wettbewerbsfaktors Information innerhalb der Netzwerkökonomie Rechnung trägt.
- Gründungsbasis: Das Unternehmenskonzept basiert insb. auf einer digitalen Wertschöpfung für den Kunden, welche über eine digitale Plattform der Net Economy angeboten wird und einer ständigen Weiterentwicklung bzw. Betreuung bedarf.

Informationstechnologie kann bei Unternehmensgründungen vier verschiedene Funktionen erfüllen: Erleichterung von operativen Abläufen (IT as facilitator); als Mediator für die operativen Abläufe des neuen Unternehmens (IT as mediator); als Produkt oder Angebot des neuen Unternehmens (IT as outcome) oder für voll digitale Unternehmensgründungen das Geschäftsmodell selbst (IT as ubiquity).

## Charakter
Im Zentrum eines Unternehmens im E-Entrepreneurship steht die digitale Wertkette: Die digitale Wertkette gliedert ein Unternehmen der Net Economy (E-Venture) in strategisch relevante Tätigkeiten, um dadurch Kostenverhalten sowie vorhandene und potenzielle Differenzierungsquellen zu verstehen. Dabei stellt die digitale Wertkette entsprechende Wertaktivitäten dar, die sich beispielsweise auf die Sammlung, Systematisierung und Verteilung von Informationen beziehen.
Über diese spezifischen Wertaktivitäten innerhalb von digitalen Datennetzen resultiert sodann ein elektronisches Informationsprodukt, für dessen Wert der Kunde über die zugehörige Wertschöpfung zu zahlen bereit ist. Die digitale Wertkette zeigt somit den Gesamtwert, der sich aus einzelnen digitalen Wertaktivitäten und Gewinnspanne zusammensetzt. Innerhalb der Wertkette werden nun insbesondere die Wertaktivitäten identifiziert, die für die Wertschöpfung eine besondere Relevanz aufweisen. Durch die neue Dimension von Informationen als eigenständige Quelle von Wettbewerbsvorteilen können unabhängig von der physischen Wertkette digitale Wertschöpfungsaktivitäten in digitalen Datennetzen entstehen. Diese digitalen Wertschöpfungsaktivitäten sind jedoch nicht mit den physischen Wertaktivitäten vergleichbar, sondern liegen in dem besonderen Umgang mit Informationen. Die entsprechenden Wertaktivitäten können beispielsweise in der Sammlung, Systematisierung, Auswahl, Zusammenfügung und Verteilung von Informationen liegen. Durch diese spezifischen Wertschöpfungsaktivitäten innerhalb von digitalen Datennetzen manifestiert sich eine „digitale Wertkette“, deren Ursprung und Auswirkung allein in der Net Economy zu finden ist. Im Resultat ergeben sich auf Basis dieser neuen Wertschöpfungsebene innovative Geschäftsideen, die über die Nutzung der verschiedenen Plattformen ein „digitales Produkt“ schaffen, für dessen Wert der Kunde zu zahlen bereit ist. Dieses Produkt kann dann entsprechend auch die Basis einer Unternehmensgründung in der Net Economy sein. Wobei die Besonderheit dieser E-Ventures darin liegt, dass der Wert dieses Produkts (digitale Wertschöpfung) mittels digitaler Medien erst entwickelt und vertrieben werden kann.